# Шварценбрук
Шварценбрук (нім. Schwarzenbruck) — громада в Німеччині, розташована в землі Баварія. Підпорядковується адміністративному округу Середня Франконія. Входить до складу району Нюрнбергер-Ланд.
Площа — 22,21 км2. Населення становить 8458 ос. (станом на 31 грудня 2020).